# Guzmán (Familienname)
Guzmán bzw. Guzman ist ein spanischer toponymischer Familienname, der sich auf den Ort Guzmán in der Gemeinde Pedrosa de Duero, Provinz Burgos, zurückführt.

## Namensträger

### A
- Abimael Guzmán (1934–2021), peruanischer Guerilla-Führer
- Alejandra Guzmán (* 1968), mexikanische Sängerin und Schauspielerin
- Alexander Guzmán (* 1985), kolumbianischer Fußballschiedsrichterassistent
- Alexander Ernesto Aravena Guzmán (* 2002), chilenischer Fußballspieler, siehe Alexander Aravena
- Alonso de Guzmán (Guzmán el Bueno; 1256–1309), Ritter und Stammvater der Herzöge von Medina-Sidonia
- Alonso Pérez de Guzmán (1550–1615), spanischer Grande und Befehlshaber der Spanischen Armada
- Ana Guzmán (* 2005), kolumbianische Fußballspielerin
- Andoni Vivanco-Guzmán (* 1990), spanischer Tennisspieler
- Antonio Guzman (Radsportler) (* 1985), venezolanischer Radsportler
- Antonio Guzmán Blanco (1829–1899), venezolanischer General und Politiker
- Antonio Guzmán Fernández (1911–1982), dominikanischer Geschäftsmann und Politiker, Präsident 1978 bis 1982
- Antonio Guzmán Núñez (Guzmán; * 1953), spanischer Fußballspieler
- Antonio Leocadio Guzmán (1801–1884), venezolanischer Journalist, Politiker und Diplomat
- Aquiles Guzmán (* 1965), venezolanischer Boxer

### B
- Baltasar de Zúñiga y Guzmán (1658–1727), Vizekönig von Navarra, Sardinien und Neuspanien
- Benjamin de Guzman (* 1945), philippinischer Rechtsanwalt und Politiker

### C
- Cecilio Guzmán de Rojas (1899–1950), bolivianischer Maler
- Cristóbal Gregorio VI. Portocarrero Osorio Villalpando y Guzmán (1693–1763), spanischer Diplomat

### D
- Dana Guzmán (* 2003), peruanische Tennisspielerin
- Daniel Guzmán (* 1965), mexikanischer Fußballspieler und -trainer
- David Guzmán (* 1990), costa-ricanischer Fußballspieler
- Domingo de Guzmán (um 1170–1221), Gründer des Dominikanerordens, siehe Dominikus

### E
- Eduardo Estrada Guzmán (* 1953), ecuadorianischer Historiker
- Eliazar Guzmán (* 1932), chilenischer Sportschütze

### F
- Fernando Guzmán (1812–1895), nicaraguanischer Politiker, Präsident 1867 bis 1871

### G
- Gaspar de Guzmán, Conde de Olivares (1587–1645), spanischer Politiker
- Gaspar de Bracamonte y Guzmán (1595–1676), spanischer Staatsmann und Diplomat
- Gaspar de Haro y Guzmán (1629–1687), spanischer Adliger, Politiker und Kunstsammler
- Guillermo Martín Abanto Guzmán (* 1964), peruanischer Geistlicher, Militärbischof von Peru

### I
- Isabel Guzman, amerikanische Regierungsbeamtin und Wirtschaftsanwältin

### J
- Joaquín Archivaldo Guzmán Loera (* 1957), Chef eines mexikanischen Drogenkartells, siehe El Chapo
- Jacobo Árbenz Guzmán (1913–1971), guatemaltekischer Politiker, Präsident 1951 bis 1954
- Jaime Guzmán (1946–1991), chilenischer Politiker
- Jaime Niño de Guzmán (* 1934), bolivianischer General, Politiker und Diplomat
- Javier Guzmán (1945–2014), mexikanischer Fußballspieler
- Jesús Guzmán (1926–2023), spanischer Schauspieler
- Jesús Guzmán Delgado (* 1957), spanischer Radrennfahrer
- Joan Guzmán (* 1976), dominikanischer Boxer
- Joan Baptista Guzmán i Martínez (1846–1909), spanischer Organist, Komponist, Musikpädagoge und Mönch des Klosters Montserrat
- Joaquín Eufrasio Guzmán (1801–1875), salvadorianischer Politiker, Präsident 1844 bis 1846 und 1859
- Joel Guzman, US-amerikanischer Tejano-Musiker
- Johan Guzmán (* 1997), dominikanischer Fußballtorhüter
- Jonathan Guzmán (* 1989), dominikanischer Boxer
- Jonathan de Guzmán (* 1987), niederländischer Fußballspieler
- José Dolores Gámez Guzmán (1851–1923), nicaraguanischer Historiker und Politiker
- José de Jesús Guzmán y Sánchez (1909–1914), mexikanischer Geistlicher, Bischof von Ciudad Victoria-Tamaulipas
- Juan Guzmán (Fotograf) (1911–1982), deutsch-spanisch-mexikanischer Fotograf
- Juan Guzmán (Baseballspieler) (Juan Andres Guzmán Correa; * 1966), dominikanischer Baseballspieler
- Juan Guzmán Tapia (1939–2021), chilenischer Jurist und Richter
- Juan Guzman (Schiedsrichter) (* 1986), US-amerikanischer Fußballschiedsrichter
- Juan Alonso Pérez de Guzmán (1285–1351), kastillanischer Edelmann
- Juan Antonio Guzmán (1951–2021), dominikanischer Boxer
- Juan Carlos Guzmán (* 1941), argentinischer Fußballspieler
- Juan Carlos Arcq Guzmán (* 1966), mexikanischer Geistlicher, Bischof von Tacámbaro
- Juan José Guzmán (1797–1847), salvadorianischer Politiker, Präsident 1842 bis 1844
- Juan Pablo Guzmán (* 1981), argentinischer Tennisspieler
- Juana María de la Concepción Méndez Guzmán, bürgerlicher Name von Conny Méndez (1898–1979), venezolanische Schauspielerin, Malerin, Karikaturistin, Schriftstellerin und Komponistin
- Julian de Guzmán (* 1981), kanadischer Fußballspieler

### K
- Kinberly Guzmán (* 2002), mexikanische Fußballspielerin

### L
- Leonor de Guzmán (1310–1351), kastilische Adlige und Mätresse von König Alfons XI. von Kastilien
- Luis Guzmán (* 1957), US-amerikanischer Schauspieler
- Luis Enríquez de Guzmán (um 1600–nach 1661), spanischer Offizier und Kolonialverwalter, Vizekönig von Neuspanien und Peru
- Luis Méndez de Haro y Guzmán (1598–1661), spanischer Politiker
- Luis Muñoz de Guzmán (1735–1808), spanischer Offizier und Kolonialverwalter, Gouverneur von Chile
- Luisa von Guzmán (1613–1666), Königin von Portugal

### M
- Magda Guzmán (1931–2015), mexikanische Schauspielerin
- Manuel Guzmán (Baseballspieler, 1967) (* 1967), dominikanischer Baseballspieler
- Manuel Guzmán (Schwimmer) (* 1969), puerto-ricanischer Schwimmer
- Manuel Guzmán (Baseballspieler, 1995) (* 1995), dominikanischer Baseballspieler
- Manuel Guzmán i Martínez, eigentlicher Name von Joan Baptista Guzmán i Martínez (1846–1909), spanischer Benediktiner, Musiker und Komponist
- Marcial Humberto Guzmán Saballos (* 1965), nicaraguanischer Geistlicher, Bischof von Juigalpa
- María Guadalupe Guzmán Tirado (* 1952), kubanische Virologin
- María Isidra de Guzmán y de la Cerda (1767–1803), erste Frau in Spanien, die den akademischen Grad eines Doktors erhielt
- Martín de Guzmán († nach 1564), österreichischer Politiker und Diplomat
- Martín Luis Guzmán (1887–1976), mexikanischer Journalist und Schriftsteller
- Mathías Guzmán (* 1990), uruguayischer Fußballspieler
- Miguel de Guzmán (1936–2004), spanischer Mathematiker

### N
- Nahuel Guzmán (* 1986), argentinischer Fußballtorhüter
- Nicolás Guzmán (Maler, 1850) (Nicolás Guzmán Bustamante; 1850–1928), chilenischer Maler
- Nicolás Guzmán (Maler, 1983) (José Nicolás Guzmán Aguilar; * 1983), mexikanischer Maler
- Nuño Beltrán de Guzmán (1490–1544), spanischer Konquistador und Kolonialverwalter

### O
- Onel de Guzmán (* 1977), philippinischer Informatiker, Autor des Loveletter-Wurms
- Orihana Guzmán (* 2007), venezolanische Sprinterin

### P
- Paquito Guzmán (1939–2021), puerto-ricanischer Musiker
- Pato Guzman (1933–1991), chilenischer Filmarchitekt und -produzent
- Patricio Guzmán (* 1941), chilenischer Dokumentarfilmregisseur und -produzent

### R
- Rafael Guzmán (* 1950), mexikanischer Botaniker
- Ramiro Guzmán (* 1972), uruguayischer Schriftsteller und Musiker
- Ramón Guzmán (1901–1954), spanischer Fußballspieler und -trainer
- Renée Klang de Guzmán (1916–2014), dominikanische First Lady
- Ricardo Guzmán (* 1961), mexikanischer Fußballspieler
- Ricardo Ernesto Centellas Guzmán (* 1962), bolivianischer Geistlicher, Erzbischof von Sucre
- Roberto E. Guzmán (1899–nach 1930), mexikanischer Schauspieler und Regisseur
- Rodolfo Guzmán Huerta (1917–1984), mexikanischer Luchador-Wrestler und Schauspieler, siehe El Santo
- Ryan Guzman (* 1987), US-amerikanischer Schauspieler

### S
- Salvador R. Guzmán Esparza (1888–1962), mexikanischer Diplomat
- Santiago de Wit Guzmán (* 1964), spanischer Geistlicher, Erzbischof und Diplomat des Heiligen Stuhls
- Solángel Guzmán (* 1984), kubanische Badmintonspielerin

### T
- Tatiana Guzmán (* 1987), nicaraguanische Fußballschiedsrichterin
- Tomás Guzmán (* 1982), paraguayischer Fußballspieler

### V
- Víctor Guzmán (* 1995), mexikanischer Fußballspieler
- Víctor Guzmán (Fußballspieler, 2002) (* 2002), mexikanischer Fußballspieler